# Арабеск (балет)
Aрабе́ск (фр. arabesque — арабский; транскрипция: aʀa'bɛsk) — одна из основных поз классического танца. Как и практически все основные балетные термины, это слово пришло в русский язык из французского. Поза активно используется в хореографической лексике как классического, так и современного балета. 
Подразделяется на первый (premier [сокращённо 1er] arabesque), второй (deuxième arabesque / 2me), третий (troisième / 3me ) и четвёртый (quatrième / 4me) арабески. В некоторых школах определяется также пятый арабеск. Итальянский танцовщик и педагог Энрико Чеккетти, долгое время работавший в Санкт-Петербурге, определял пять видов арабесков. Агриппина Ваганова определила четыре основные вида этой позы, которых до сих пор придерживается русская балетная школа. 
I, II (а также V) арабески выполняются на épaulement effacé, III и IV арабески — на épaulement croisé.
Выполнение в чистом виде: опорная нога стоит на целой ступне, на полупальцах или же на пальцах, тогда как работающая нога, вытянутая в колене, отведена назад на носок в пол либо поднята вверх на любую высоту. Руки находятся в положении allongé (локти слегка присогнуты и смотрят вниз, кисти также обращены ладонями вниз, пальцы рук вытянуты). Именно это удлинённое положение рук в сочетании с вытянутой назад ногой придаёт позе её полётность, устремленность вдаль. Проходящим движением или связующим с другой позой может быть приседание на опорной ноге (plié). Поза может выполняться в повороте (en tournant), с вращением и в прыжке. Позу можно бесконечно варьировать, что придает ей большие возможности. Изменения в позициях ног и рук, положении спины, головы, направленности взгляда влечёт за собой преображение выразительной сути арабеска. Красота арабеска основывается на сочетании гибкой и сильной спины с мягкими, «дышащими» руками. 
Арабески согласно классификации Вагановой:
I арабеск 
Épaulement effacé. Рука, одноимённая с опорной ногой, направлена вперёд, другая отведена в сторону; голова смотрит прямо, взгляд направлен вдоль кисти вытянутой вперёд руки.
II арабеск 
Épaulement effacé. Рука, одноимённая с отведённой назад ногой, направлена вперёд, другая отведена в сторону и иногда виднеется из-за спины. Голова, повёрнутая в сторону плеча вытянутой вперёд руки может быть либо слегка наклонена вперёд, либо чуть откинута назад.
III арабеск 
Épaulement croisé. Рука, одноимённая с отведённой назад ногой, направлена вперёд, другая отведена в сторону; голова смотрит прямо, взгляд направлен вдоль кисти вытянутой вперёд руки.
IV арабеск 
Épaulement croisé. Рука, одноимённая с опорной ногой, направлена вперёд, другая отведена не в сторону, а слегка назад; линия руки переходит в линию плеч и продлевается другой рукой. Голова, повёрнутая в сторону плеча вытянутой вперёд руки, чуть откинута назад.